# Municipio de Calahaln
El municipio de Calahaln (en inglés: Calahaln Township) es un municipio ubicado en el  condado de Davie en el estado estadounidense de Carolina del Norte. En el año 2010 tenía una población de 2.673 habitantes.

## Geografía
El municipio de Calahaln se encuentra ubicado en las coordenadas 35°55′30.02″N 80°39′21.03″O / 35.9250056, -80.6558417.